# Piotr Biliński (pilot)
Piotr Biliński (ur. 15 lipca 1946 w Komarnikach) – pułkownik pilot Wojska Polskiego.

## Życiorys
Piotr Biliński urodził się 15 lipca 1943 r. w Komarnikach. 20 listopada 1961 r. wstąpił do Oficerskiej Szkoły Lotniczej nr 5 w Radomiu. W 1964 r. w trakcie procesu rozformowywania szkoły radomskiej został 24 czerwca przeniesiony do Wyższej Szkoły Oficerskiej Sił Powietrznych, w której przebywał do 5 stycznia 1965 r. Po szkole został skierowany do Powidza, gdzie rozpoczął pełnienie zawodowej służby na etacie pilota w 7 Brygadzie Lotnictwa Bombowego.
8 stycznia 1968 r. został przeniesiony służbowo do Krakowa, gdzie został wyznaczony na pilota nawigatora klucza lotniczego w 3 eskadrze aerotransportowej 13 pułku lotnictwa transportowego.
30 września 1972 r. został skierowany do Rembertowa, gdzie rozpoczął studia w Akademii Sztabu Generalnego, które ukończył 20 sierpnia 1975 r.. Następnie został wyznaczony na etat zastępcy dowódcy eskadry transportowej w 13 plt. ds. liniowych.
13 grudnia 1976 r. awansował i został z Krakowa przeniesiony służbowo do Poznania obejmując stanowisko starszego inspektora Szefostwa Lotnictwa Wojsk Lądowych, Transportowego i Łączności w Dowództwie Wojsk Lotniczych.
5 września 1980 r. został służbowo ponownie skierowany do Krakowa, gdzie został wyznaczony na zastępcę dowódcy 13 pułku lotnictwa transportowego ds. liniowych. Awansuje 11 kwietnia 1985 r. zostając dowódcą tego pułku. Dowodzi nim do 20 października 1986 r. Następnie był w dyspozycji dowódcy Wojsk Lotniczych. 16 kwietnia 1987 r. został wyznaczony na stanowisko starszego inspektora w Szefostwie Lotnictwa Wojsk Lądowych, Transportowego i Łączności w Dowództwie Wojsk Lotniczych w Poznaniu.
22 października 1987 r. został skierowany służbowo do Zakopanego, gdzie objął funkcję komendanta Wojskowego Ośrodka Szkoleniowo-Kondycyjnego. Następnie został skierowany 15 lipca 2000 r. do Warszawy i objął etat szefa Oddziału Lotnictwa Wojsk Lądowych i Transportowego w dowództwie Wojsk Lotniczych i Obrony Powietrznej.
15 lipca 2000 r. odszedł na emeryturę. Pułkownik Piotr Biliński w okresie swojej zawodowej służby wojskowej był pilotem pierwszej klasy, wykonując pilotaż na różnych typach samolotów z nalotem ogólnym ponad 5000 godzin.